# Jina (Sibiu)
Jina (en hongrois : Zsinna, en allemand : Sinna) est une commune de 318,68 km2 du județ de Sibiu en Roumanie.
Elle n'est composée que d'un seul village, Jina.

## Géographie
La commune est située dans les monts Cindrel (Carpates méridionales), dans la zone ethnographique de Mărginimea Sibiului (en), à 40 km à l'ouest de Sibiu, capitale du Județ de Sibiu.